# Негода, Алексей Игнатьевич
Алексей Игнатьевич Негода (18 октября 1909 — 1 января 1975) — советский военачальник, участник Великой Отечественной войны. Командир 171-й стрелковой Идрицко-Берлинской Краснознамённой ордена Кутузова дивизии, принимавшей участие в штурме Рейхстага. Герой Советского Союза (29.05.1945). Полковник (1943).

## Довоенная биография
Алексей Игнатьевич Негода родился 18 октября 1909 года в местечке Ичня, ныне городе Черниговской области Украины, в семье крестьян Игнатия Андреевича Негоды и Пелагеи Романовны Негоды (дочери известного ичнянского художника и иконописца Романа Корнеевича Рощака). Украинец. .
В 1927 году окончил Ичнянскую среднюю сельскохозяйственную школу. Работал в сфере сельского хозяйства, на общественной и комсомольской работе в Черниговской области и Дальневосточном крае.
В Рабоче-крестьянской Красной армии с октября 1931 года. В 1932 году окончил курсы одногодичников при 74-м кавалерийском полку 5-й отдельной Кубанской кавалерийской бригады в посёлке Даурия. С ноября 1932 года служил в этом полку командиром взвода. В январе 1934 года уволен в запас, но уже в мае вернулся на службу и зачислен в 75-й кавалерийский полк 15-й кавалерийской дивизии (затем в 31-й кавалерийской дивизии) Особой Краснознамённой Дальневосточной армии. В этом полку служил командиром кавалерийского взвода, командиром взвода разведки, начальником химической службы полка, командиром полуэскадрона, командиром сабельного эскадрона. В июле-августе 1938 года в должности начальника химической службы полка принимал участие в боях у озера Хасан; за боевые отличия он в числе первых в СССР был награждён медалью «За отвагу», ему была вручена медаль за № 45. В сентябре 1938 года назначен начальником штаба полка, в декабре направлен на учёбу.
В августе 1939 года окончил Краснознамённые кавалерийские курсы усовершенствования командного состава (ККУКС) в Новочеркасске. После их окончания назначен начальником штаба 98-го кавалерийского полка 31-й кавалерийской дивизии ОКДВА. С марта 1941 года — начальник штаба 60-го мотострелкового полка 60-й танковой дивизии 30-го механизированного корпуса 15-й армии Дальневосточного фронта. Одновременно с октября 1939 года учился на заочном факультете Военной академии РККА имени М. В. Фрунзе. Член ВКП(б) с 1941 года.

## Великая Отечественная война
В Великую Отечественную войну капитан Негода вступил в октябре 1941 года, когда полк и дивизия прибыла в состав 4-й отдельной армии. Участвовал в Тихвинской оборонительной и в Тихвинской наступательной операциях. 6 декабря 1941 года получил ранение и контузию в районе города Тихвин.
С января по апрель 1942 года исполнял обязанности начальника оперативного отдела штаба 13-й кавалерийского корпуса Волховского фронта, с которым участвовал в Любанской наступательной операции. С 20 апреля 1942 года — исполняющий должность командира 59-й отдельной стрелковой бригады 2-й ударной армии Волховского фронта. Бригада участвовала в неудавшейся операции по выводу из окружения 2-й ударной армии, понесла значительные потери. Майор Негода был зачислен в пропавшие без вести, но ему удалось вырваться из окружения.
После выхода из окружения направлен в Москву, где завершил обучение на ускоренном курсе Военной академии РККА имени М. В. Фрунзе в сентябре 1942 года. С сентября 1942 года командовал 19-й отдельной лыжной бригадой, которая тогда формировалась в Уральском военном округе. В январе 1943 года прибыл с бригадой в состав 12-го гвардейского стрелкового корпуса 27-й армии Северо-Западного Фронта Бригада участвовала в Демянской наступательной и Старорусской наступательной операциях. При выполнении приказа по форсированию на аэросанях и на лыжах по льду озера Ильмень и захвата укрепленных пунктов на его западном берегу 23-24 февраля 1943 года бригада была застигнута на льду озера противником и подверглась непрерывным мощным ударам немецкой авиации. Уцелевшие бойцы вырвались на берег и вели упорный бой, захватив несколько прибрежных деревень, но после понесенных потерь остатки бригады выполнить боевой приказ были не в состоянии, и вскоре их вывели из боя. После завершения боев, подполковник Негода был обвинён в «потере управления частями, отходе без приказа и в сдаче противнику трёх населённых пунктов, при этом бригада понесла значительные потери в живой силе и технике». Военным трибуналом 27-й армии 20 марта 1943 года осужден по статье 193-17 УК РСФСР к 3 годам исправительно-трудовых лагерей условно с испытательным сроком в 1 год. Уже месяц спустя, 25 апреля 1943 года, был оправдан постановлением военного трибунала 12-го гвардейского стрелкового корпуса.
С марта по сентябрь 1943 года — командир 127-й отдельной стрелковой бригады 12-го гвардейского стрелкового корпуса 34-й армии. Бригада действовала на старорусском направлении. После расформирования бригады в сентябре 1943 года назначен заместителем командира 150-й стрелковой дивизии 34-й армии Северо-Западного Фронта. Затем дивизия побывала в составе 22-й и 6-й гвардейской армий, а в январе 1944 года передана в 3-ю ударную армию 2-го Прибалтийского фронта, с которой участвовала в Ленинградско-Новгородской наступательной операции.
15 мая 1944 года назначен командиром 171-й стрелковой дивизии 79-го стрелкового корпуса 3-й ударной армии 2-го Прибалтийского фронта, с которой прошёл боевой путь до конца войны. Под командованием А. И. Негоды 171-я стрелковая дивизия участвовала в Режицко-Двинской, Мадонской, Рижской, Висло-Одерской, Восточно-Померанской наступательных операциях.
Командир 171-й стрелковой дивизии (79-й стрелковый корпус, 3-й ударная армия, 1-й Белорусский фронт) полковник А. И. Негода особенно отличился в Берлинской стратегической наступательной операции. Дивизия прорвала глубоко эшелонированную оборону противника на реке Одер и участвовала в штурме Берлина, а в дальнейшем совместно с 150-й стрелковой дивизией штурмом овладела Рейхстагом.

В период подготовки к решающим боям на западном берегу р. Одер полковник Негода проделал исключительно большую работу по подготовке личного состава к наступательным боям. В течение двух недель он безустанно тренировал свои войска и готовил их к решающим битвам. 16.4.45г. части дивизии прорвали сильно укреплённую, глубоко-эшелонированную оборону противника в р-не Кинитц, разгромив главные силы врага, начали своё успешное продвижение и в первые дни боев заняли г.г. Нейтребин, Врицэн, Вернойхен, Бернау и завязали ожесточённые бои на подступах к г. Берлин. Враг оказывал ожесточённое сопротивление. Полковник Негода, находясь в боевых порядках частей, ежеминутно подвергаясь опасности, умело и искусно руководил их действиями. Благодаря умелому руководству, дивизия успешно громила сопротивляющегося противника и уверенно продвигалась вперёд. В ожесточённых битвах на подступах к г. Берлин и в уличных боях в самом Берлине частями дивизии уничтожено 3.135 немецких солдат и офицеров и взято в плен 3.090. За это время уничтожено орудий разных калибров — 110, пулемётов — 214, винтовок и автоматов — 1.638, бронетранспортёров — 16, танков — 15; захвачено: орудий разных — 115, пулемётов — 361, винтовок и автоматов — 4.400, миномётов — 61, автомашин — 1.112, складов разных — 40, танков — 9, паровозов — 58, вагонов — 1.430 и другие.
30.4.45г. первый батальон 380 стрелкового полка первым в корпусе водрузил Знамя Победы над Рейхстагом. Зажатый в клещи враг в г. Берлин 1.05.45 г. капитулировал.— Наградной лист на присвоение А. И. Негоде звания Героя Советского Союза. // ОБД «Память народа»
«За  образцовое выполнение боевых заданий Командования на фронте борьбы с немецкими захватчиками и проявленные при этом отвагу и геройство» Указом Президиума Верховного Совета СССР от 29 мая 1945 года полковнику Негоде Алексею Игнатьевичу присвоено звание Героя Советского Союза с вручением ордена Ленина и медали «Золотая Звезда».
За время командования им дивизией она получила почётные наименования «Идрицкая» (23.07.1944) и «Берлинская» (11.06.1945), награждена орденом Красного Знамени (9.08.1944) и орденом Кутузова второй степени (26.04.1945).

## Послевоенная биография
До сентября 1945 года продолжал командовать 171-й стрелковой дивизией, которая тогда была переформирована в 16-ю механизированную дивизию, оставаясь в подчинении 79-го стрелкового Берлинского корпуса 3-й ударной армии в Группе советских оккупационных войск в Германии.
С февраля 1946 по февраль 1948 года был слушателем Высшей военной академии имени К. Е. Ворошилова. После её окончания в феврале 1948 года назначен командиром 12-й отдельной гвардейской стрелковой бригады 20-го гвардейского стрелкового корпуса 1-й гвардейской армии Киевского военного округа (город Белая Церковь). С марта 1953 года был командиром 4-й отдельной гвардейской стрелковой бригады 14-го гвардейского стрелкового корпуса Киевского ВО (Днепропетровск). С января 1954 года — в отставке по болезни.
Жил в Днепропетровске. До конца жизни принимал активное участие в работе общества «Знание», ряда общественных и ветеранских организаций. Скончался 1 января 1975 года.
Его именем названа улица в городе Ичня.

## Семья
- Жена Валентина Владимировна Негода (в девичестве Рогузская) (23.02.1913, Нерчинск — 15.12.1960, Днепропетровск) — учитель.
- Дочь Людмила (9.01.1936, Нерчинск — 8.01.2013, Днепропетровск) — учитель русского языка и литературы.
- Дочь Ада (1.01.1939, Нерчинск) — инженер, с 1961 по 2012 год работала в конструкторском бюро «Южное», принимала участие в разработке многочисленных космических аппаратов и систем, в том числе — орбитального корабля «Буран».
- Сын Александр (28.02.1949, Белая Церковь — 20.08.2016, Киев) — доктор технических наук, действительный член Международной Академии Астронавтики, с 1995 по 2005 год возглавлял Национальное космическое агентство Украины[8].

## Награды СССР
- Медаль «Золотая Звезда» Героя Советского Союза (29.05.1945, № 6733);
- орден Ленина (29.05.1945, № 44593);
- два ордена Красного Знамени (4.03.1942 — № 22878, ... — № 22350/2);
- орден Кутузова 2-й степени (30.07.1944, № 915);
- орден Красной Звезды (17.10.1944, № 918284);
- медаль «За отвагу» (25.10.1938, № 45);
- медаль «За боевые заслуги» (3.11.1944, № 1377320);
- Медаль «За взятие Берлина»;
- Медаль «За освобождение Варшавы»;
- Знак «Участнику Хасанских боёв»
- другие медали СССР.

## Награды ПНР
- Орден «За воинскую доблесть» V класса;
- медаль «За Варшаву 1939—1945».